# شريان فوق الحجاج
شريان فوق الحجاج (بالإنجليزية: Supraorbital artery)‏‏ هو شريان يتفرعُ من شريان عيني.

## معرض صور

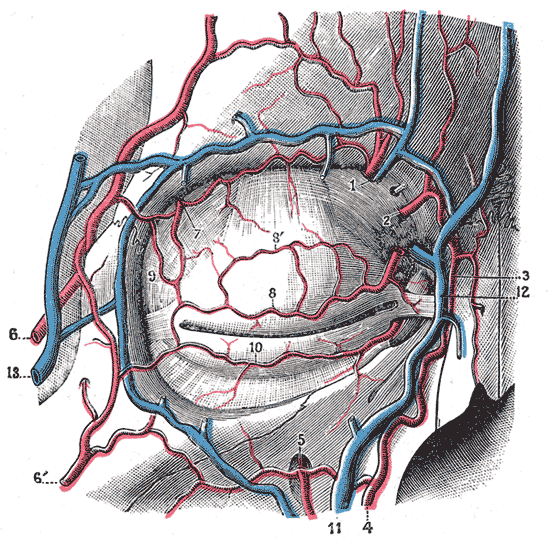
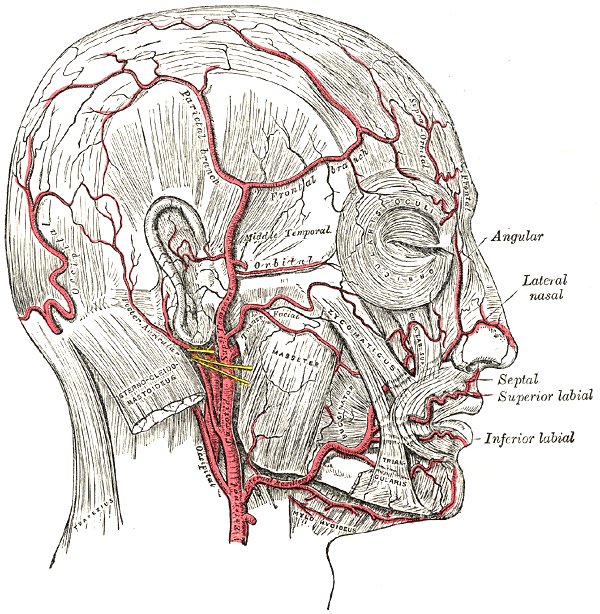
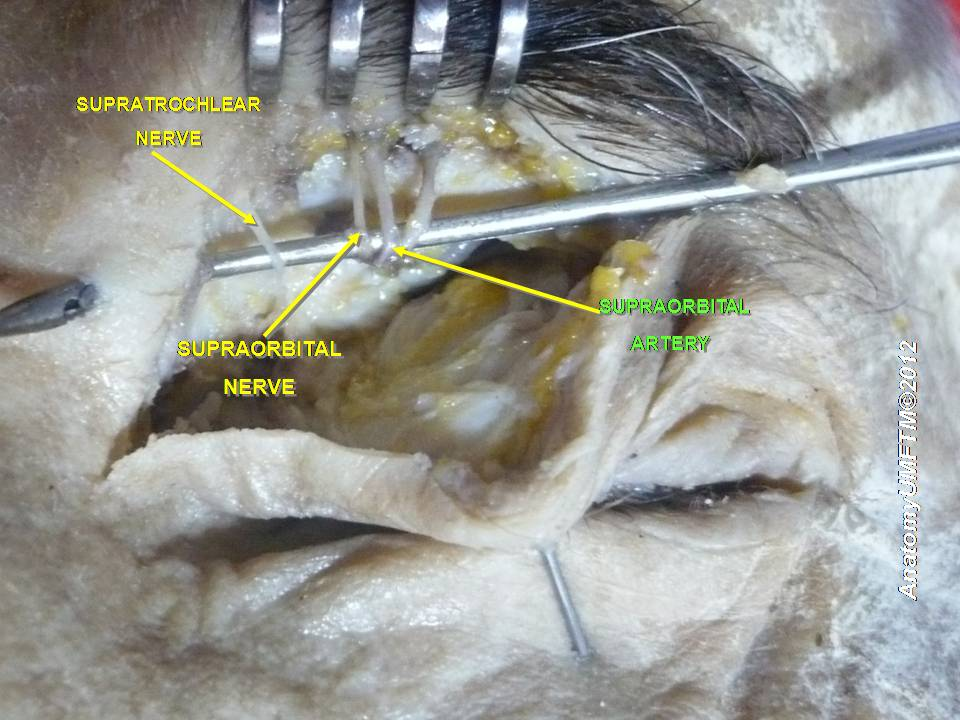